# برت ویس
برت ویس (انگلیسی: Birte Weiß؛ زادهٔ ۵ ژوئن ۱۹۷۱) بازیکن فوتبال اهل آلمان است.
وی همچنین در تیم ملی فوتبال زنان آلمان بازی کرده‌است.